# 唐南集站
唐南集站是一个京沪线上的铁路车站，位于安徽省蚌埠市固镇县唐南社区，建于1942年，目前为四等站，邮政编码为233711。目前客运：办理旅客乘降；行李托运；不办理包裹托运；货运：仅办理专用线、专用铁道整车货物发到。